# Nipponzan-Mjóhódzsi-Daiszanga
A Nipponzan-Mjóhódzsi-Daiszanga (japán: 日本山妙法寺大僧伽), Nipponzan Mjóhódzsi, vagy Japán Buddha Szangha a nicsiren buddhizmusból kivált új vallási mozgalom, amelyet 1917-ben alapított Nicsidacu Fudzsii. A mintegy 1500 főt számláló buddhista rendhez egyaránt tartoznak egyházi és világi személyek. A közösség számára a legmagasabb buddhista tanítást a Lótusz szútra tartalmazza.
A mozgalom aktívan részt vesz más világméretű békemozgalmakban is. A nicsiren buddhizmusban használt namu mjóhó renge kjó mantrát kántáló japán buddha szangha szerzetesei, apácái és világi követői kézi dobokkal ritmizálnak.